# Ітусайнго (округ)
Округ Ітусайнго (ісп. Ituzaingó) — адміністративно-територіальна одиниця 2-ого рівня у провінції Буенос-Айрес в центральній Аргентині. Адміністративний центр округу — Ітусайнго (ісп. Ituzaingó).
Населення округу становить 167824 особи (2010). Площа — 38 кв. км.

## Історія
Округ заснований у 1994 році.

## Населення
У 2010 році населення становило 167824 особи. З них чоловіків — 81188, жінок — 86636.

## Політика
Округ належить до 1-ого виборчого сектору провінції Буенос-Айрес.